# 이반 프라니치
이반 프랭키 프라니치(영어: Ivan Frankie Franjic, 1987년 9월 10일 ~ )는 오스트레일리아의 축구 선수이다. 현재 A리그 멘 맥아서 FC에서 활약 중이며 포지션은 오른쪽 풀백 및 윙어이다. K리그 등록명은 프라니치이다.

## 축구인 경력

### 클럽 경력
세인트앨번스 세인츠, 멜버른 나이츠와 오클리 캐넌스등 오스트레일리아의 지역 리그 클럽들을 거쳤다.
2009년 8월 31일 A리그 멘의 브리즈번 로어와 단기 계약을 맺고 입단하였고 얼마 지나지 않아 장기 계약을 체결하였다. 2010-11 시즌엔 팀의 리그 우승을 이끌었으며 팬들의 뽑은 시즌 리그 올스타에 선정되었다. 2013-14 시즌엔 본인의 1시즌 리그 최다 골인 5골을 기록하며 팀의 리그 우승에 다시 한 번 공헌하였다.
2014년 8월 러시아 프리미어리그의 토르페도 모스크바로 이적하였다. 2015년 4월 연봉 체불로 인해 팀을 떠났다.
2015년 8월 멜버른 시티로 이적하였다.
멜버른 시티와 계약해지되자 2017년 여름이적시장으로 대구 FC로 이적했다.
하지만 그 해 10월 적응 문제와 경기 출전에 어려움을 겪어 대구 FC와 계약을 해지했다.

### 국가대표 경력
2012년 12월 홀거 오지크 감독이 이끄는 오스트레일리아 대표팀에 소집되어 A매치 데뷔전을 치렀다.
2014년 브라질 월드컵에 출전하여 칠레전 팀 케이힐의 골을 어시스트하였으나 이후 부상으로 교체되었고, 남은 경기들에 결장하였다.
2015년 자국에서 열린 2015 아시안컵에 출전하였다.

## 수상
오스트레일리아
- AFC 아시안컵 : 우승 (2015)